# Palermo (Huila)
Palermo es un municipio colombiano ubicado en el noroccidente del departamento del Huila. Hace parte de la región andina, localizado en el alto del valle del Magdalena al oriente de la cordillera Central y hace parte de la región SubNorte del departamento. Su extensión territorial es de 917 km², su altura es de 690 m s. n. m. y su temperatura promedio es de 27 °C.
Cuenta con una población de 34.987 habitantes, de acuerdo con proyección del DANE para año 2019. El sector agrícola y comercial son uno de los renglones más importantes en la economía del municipio, siendo el café y el arroz los cultivos más destacados. Además, la extracción de hidrocarburos, mármol, calizas y dolomitas, utilizándose como materia prima en la obtención de recursos del sector agrícola y fines industriales. En su territorio se encuentra la zona de Amborco: una de las zonas industriales del departamento en desarrollo, ubicada cerca de la capital Neiva. Es conocido como el «Municipio Marmolero del Huila».

## Toponimia
Por tradición se conoce que a finales del siglo XVI ya existía un pequeño poblado con el nombre de Santa Rosalía de Guagua, sobre las orillas de la quebrada Nilo. La fundación oficial se llevó a cabo por Manuel Pérez en 1690 con el nombre de Guagua. Alcanzó la categoría de municipio en 1782 y su nombre le fue cambiado por el de Palermo en 1906 por la religión.

## División político-administrativa
Además de su Cabecera municipal. Palermo tiene bajo su jurisdicción los siguientes Centros poblados:
- Amborco: ubicado frente a la ciudad de Neiva.
- Betania
- El Juncal
- Ospina Pérez
- San Juan

## Geografía
Topográficamente en el territorio se distinguen cuatro regiones diferentes que van de sur a norte: al occidente una zona montañosa correspondiente a la vertiente oriental de la cordillera central, luego un pintoresco valle en donde está la cabecera municipal, a continuación, un cordón de cerros graníticos y por último al oriente una planicie perteneciente al Valle del Magdalena. Se destacan como accidentes orográficos las cuchillas Cebador y San Miguel y los Cerros Cajón, Hato Viejo e Indio Estancado. Sus suelos son regados por las aguas de los ríos Baché, Magdalena, Tune y Yaya.
Limita al norte con de Neiva; al sur con Teruel y Yaguará; al este con Neiva, Rivera y Campoalegre y al oeste con Neiva y Santa María.

## Galería

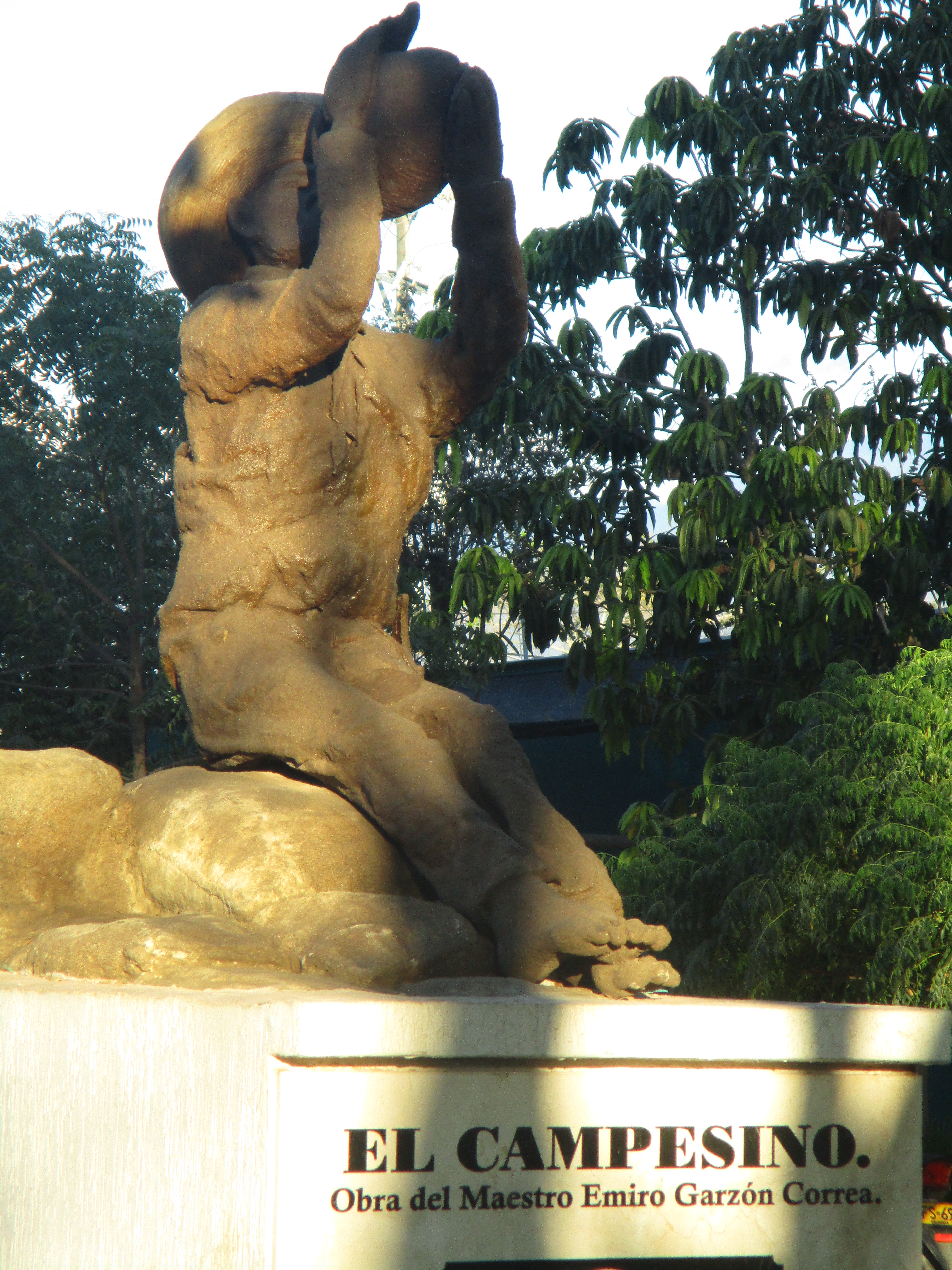
Monumento al Campesino en el centro poblado El Juncal
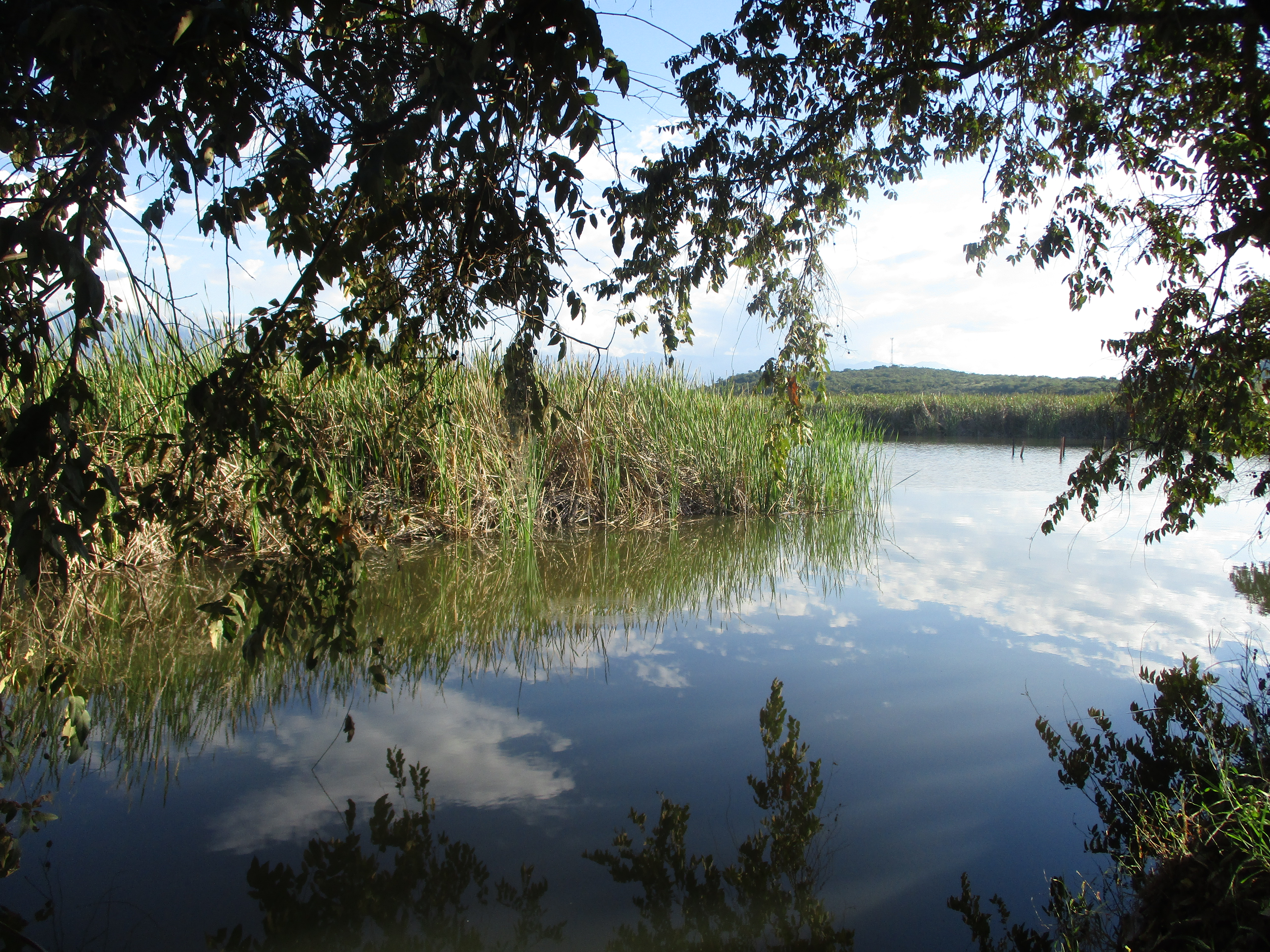
Naturaleza de Palermo
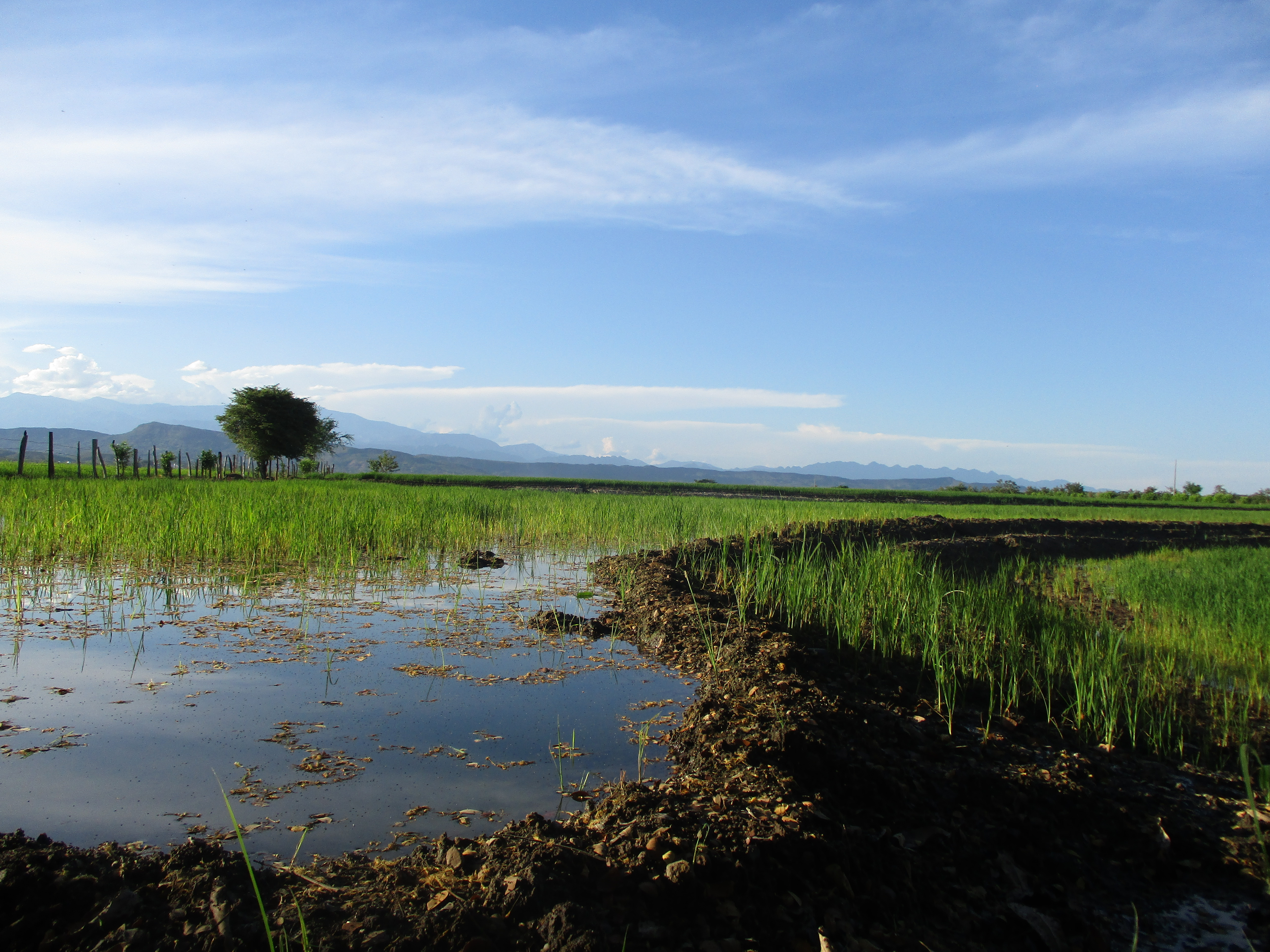
Naturaleza de Palermo
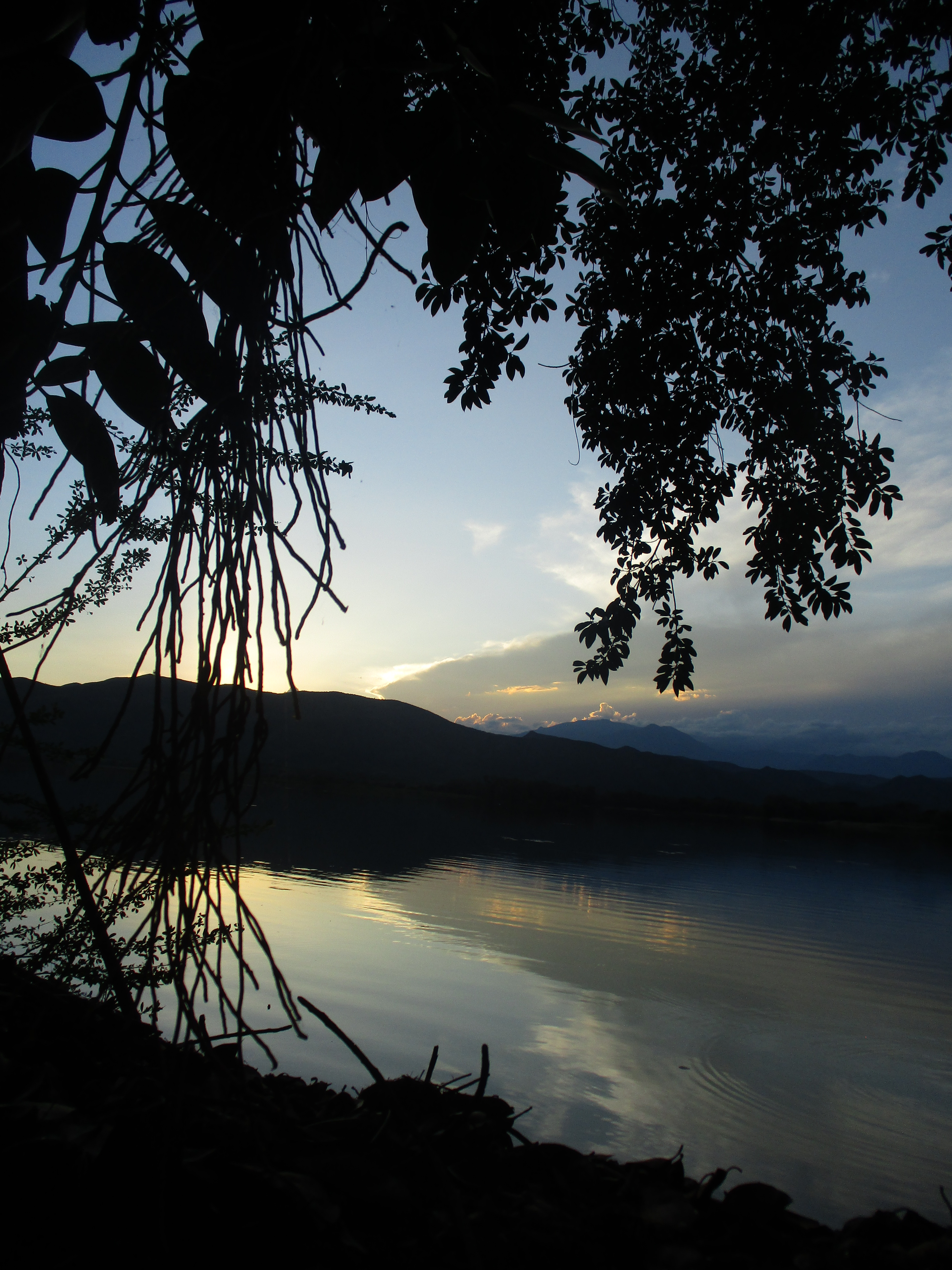
Naturaleza de Palermo

## Servicios públicos
- Energía Eléctrica: Electrohuila, es la empresa prestadora del servicio de energía eléctrica.
- Gas Natural: Alcanos de Colombia, es la empresa distribuidora y comercializadora de gas natural en el municipio.